# Tiếng Bijago
Tiếng Bijago, Bijogo hay Bidyogo là một ngôn ngữ thuộc nhóm ngôn ngữ Bak, được nói tại quần đảo Bissagos của Guinea-Bissau. Mối quan hệ của nó với các ngôn ngữ Bak khác còn chưa rõ ràng và nó thường được xem là khác biệt nhất trong nhóm. Ngôn ngữ này có bốn phương ngữ:
- Anhaki trên đảo Canhabaque (Roxa)
- Kagbaaga trên đảo Bubaque
- Kajoko trên đảo Orango và Uno.
- Kamɔna trên đảo Carache và bắc Caravela

Phương ngữ Kamɔna không thể thông hiểu với các phương ngữ còn lại.

## Đặc điểm
Tiếng Bijago là một trong số ít ngôn ngữ có phụ âm môi lưỡi (âm /d̼/) trong hệ thống âm vị. Cấu trúc âm tiết thông thường là (C)V(N)(C) (C: phụ âm, V: nguyên âm). Đây là một ngôn ngữ phi thanh điệu có sự hài hòa nguyên âm (vowel harmony). Tiếng Bijago có nét giống với các ngôn ngữ Bantu mà nó là họ hàng xa, với sự hiện diện của một hệ thống gồm 14 lớp danh từ.
Cấu trúc câu thông thường là chủ-động-tân (SVO):
| e-booʈi              | ɛ-bak   | e-we. |
| chó                  | THT.bắt | dê    |
| "Con chó bắt con dê" |         |       |
| ŋa-ʈapak-ɛ                                                               | ɔ-g    | ŋu-mpɛs. |
| Tôi.THT-mượn-THT                                                         | anh ta | ŋO-tiền  |
| "Tôi mượn tiền từ anh ta" (hay, chính xác hơn) "Tôi đã mượn anh ta tiền. |        |          |
Tính từ, số từ và chỉ định từ đứng sau danh từ mà chúng bổ nghĩa.